# Faxe
Faxe (antes Fakse) es una localidad danesa en la parte sur de Selandia. Pertenece al municipio homónimo, del que es la segunda localidad tras la capital, Haslev.
Faxe tiene una producción industrial basada sobre todo en la producción de caliza y derivados de su enorme cantera, además de la industria cervecera y en menor medida la alimentaria. 

## Historia

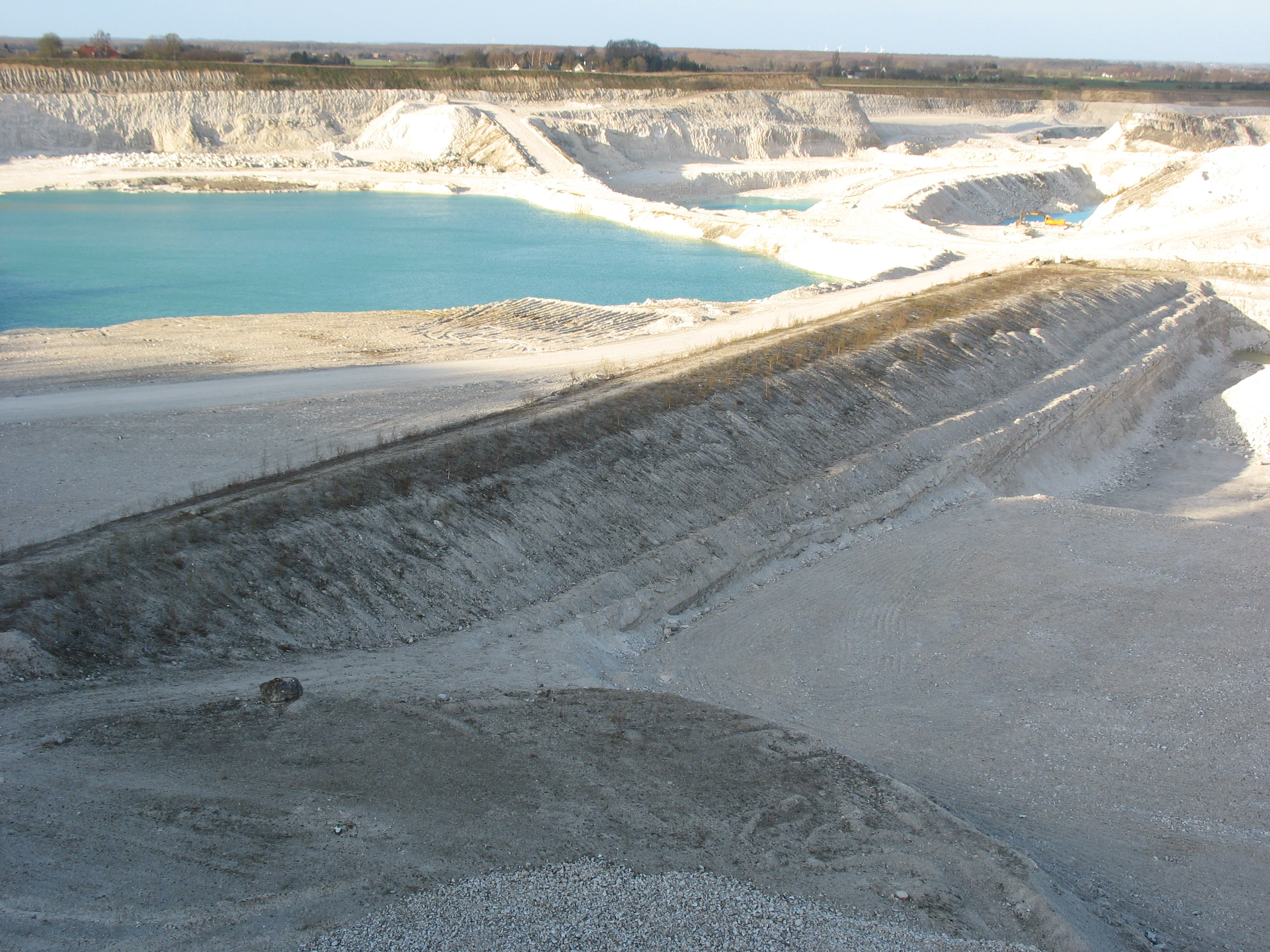
Cantera de caliza de Faxe.

La localidad es mencionada desde 1231. Su nombre procede del danés antiguo fax, que significa "crin de caballo", posiblemente por su ubicación en una zona de colinas boscosas. Según una teoría, el caudillo vikingo Rollo, que invadió Francia y habría fundado el Ducado de Normandía en el siglo X, procedía del área de Faxe.
Faxe ha sido desde hace siglos el centro cultural y económico de una amplia zona, si bien nunca recibió privilegios de ciudad. La explotación de piedra caliza ha sido importante para Faxe al menos desde el siglo XII, cuando se sabe que el obispo Absalón explotaba la caliza para la construcción de edificios en Copenhague. Faxe fue invadida por los suecos en el siglo XVII.
En 1866 se construyó una línea ferroviaria entre las canteras y el recién inaugurado puerto de Faxe Ladeplads. Faxe quedó conectada a Køge (y con ello a la red ferroviaria danesa) en 1879. En 1884 todos los empresarios que explotaban de manera separada las canteras se unieron en una sociedad accionaria. Hasta el siglo XIX las canteras sirvieron principalmente para la construcción de edificios en toda Dinamarca, pero con la industrialización, su producción se diversificó hacia la cal de uso agrícola, cal quemada y carbonato de calcio precipitado, este último usado en la industria del papel. Otra industria importante es la de la cerveza, que comenzó en 1901. Faxe tiene un hospital desde 1890. 
La localidad fue designada capital del municipio de Fakse en 1970. Éste se fusionó con Haslev y Rønnede en 2007 para formar el nuevo y ampliado municipio de Faxe. Aunque éste lleva el nombre de Faxe, la capital se estableció en Haslev.

## Cultura

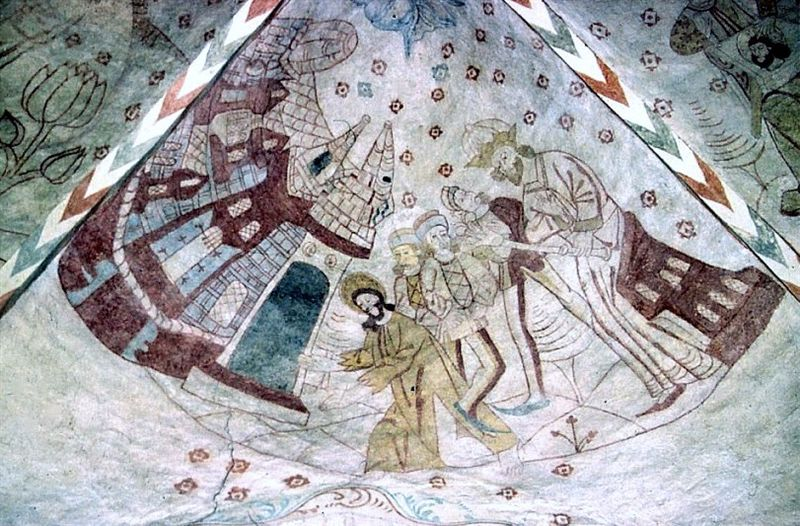
Fresco medieval de la iglesia, que representa la aprehensión de Juan el Bautista.

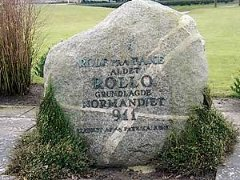
Piedra de Rollo, con la inscripción: Rolf de Faxe llamado Rollo fundó Normandía en 911".

La cantera de Faxe es la cantera de caliza más grande de Dinamarca. Con una superficie de 150 ha y una profundidad de 40 m, es también la mayor excavación hecha por el ser humano en el país. La caliza se formó hace aproximadamente 63 millones de años a principios del período Paleógeno en lo que antes era parte del piso marino y procede principalmente de exoesqueletos de corales y ectoproctos. Se ha encontrado fósiles de más de 500 especies de fauna marina dánica.
Junto a la cantera se encuentra el centro cultural Kanten, construido en 2009. Dentro de este complejo cultural se encuentra Geomuseum Faxe, un museo dedicado a la historia, geología y paleontología de la cantera. El museo traza su historia a 1963.
La iglesia de Faxe es de estilo tardogótico y fue construida a finales del siglo XV con ladrillo rojo y bandas de piedra caliza. En 1492 el rey Juan la donó a la Universidad de Copenhague, quien fue su propietaria oficial hasta 1934. La iglesia posee algunos frescos anteriores a la reforma protestante que fueron descubiertos en 1862 y 2007. En su inventario destaca el púlpito del siglo XVII y el retablo, un cuadro de 1717 de Hendrick Krock, pintor de la corte de Federico IV.
La escuela de Rasmus Svendsen es un pequeño edificio con entramado de madera. Fue fundada por el párroco local del mismo nombre entre 1633 y 1644 y es la escuela rural más antigua del país.
Vinkældertorvet es una plaza en el centro de Faxe. Ahí se encuentra una fuente con una escultura de los caballos mitólógicos Skinfaxi y Hrímfaxi, obra del artista Aage Petersen de 1941 en honor al nombre de la localidad.
Junto al antiguo ayuntamiento se encuentra la llamada "piedra de Rollo", un pequeño monumento a Rollo de Normandía, presuntamente originario de Faxe.
Al sur de Faxe, en la costa báltica, se encuentra Feddet Camping, una estación turística con el mayor sitio de acampada del país.